# Pietro Zerbi
Pietro Zerbi (Saronno, 10 giugno 1922 – Milano, 3 settembre 2008) è stato uno storico e presbitero italiano.

## Biografia
Fu docente e prorettore dell'Università Cattolica del Sacro Cuore, dove si era laureato in Filosofia nel 1944 con una tesi su Gregorio VII e la cristianità occidentale. Ordinato sacerdote nel 1947, proseguì i suoi studi incentrati sui rapporti tra Papato e Impero tra l'anno Mille e il XIII secolo.

## Opere principali
- Papato, impero e "respublica christiana" dal 1187 al 1198, Milano, Vita e Pensiero, 1955
- Il movimento cattolico in Italia da Pio 9 a Pio 10, Milano, Vita e Pensiero, 1961
- Mentalità, ideali e miti del Medioevo, Milano, Vita e Pensiero, 1975
- Tra Milano e Cluny: momenti di vita e cultura ecclesiastica nel secolo 12, Roma, Herder, 1978
- Il Medioevo nella storiografia degli ultimi vent'anni, Milano, Vita e Pensiero, 1985
- " Ecclesia in hoc mundo posita": studi di storia e di storiografia medioevale raccolti in occasione del 70º genetliaco dell'autore, Milano, Vita e Pensiero, 1993
- Philosophi e logici: un ventennio di incontri e scontri: Soissons, Sens, Cluny, (1121-1141), Roma, Istituto storico italiano per il medio evo - Milano, Vita e Pensiero, 2002
- Incontri, ideali e dibattiti di una lunga vita, Milano, Vita e Pensiero, 2004